# Blondel de Nesle
Blondel de Nesle- Jean I di Nesle (1155 ca. - 1202) o suo figlio Jean II di Nesle (morto nel 1241) - (fl. XII-XIII secolo) è stato un troviero francese.
Il nome Blondel de Nesle è legato a ventiquattro o venticinque lavori. Egli viene identificato nel 1942, da Holger Dyggve, come Jean II di Nesle (nei pressi di Amiens), soprannominato "Blondel" per la sua lunga chioma bionda. Si sposa nel periodo in cui muore suo padre, nel 1202, e in questo stesso anno, parte per la quarta crociata; più tardi combatterà nella crociata albigese. Tuttavia, nel 1994, Yvan Lepage suggerisce che possa essere identificato con Jean I, padre di Jean II, signore di Nesle dal 1180 al 1202; questo Jean prese parte alla terza crociata, e ciò spiegherebbe la successiva leggenda che lo collega a Riccardo I d'Inghilterra. 
Se i lavori sono correttamente identificati e datati, egli avrebbe avuto una significativa influenza sui suoi contemporanei europei, che fecero un uso esteso delle sue melodie. (La melodia di L'amours dont sui espris viene utilizzata nei Carmina Burana, per la canzone Procurans Odium). I suoi componimenti sono abbastanza convenzionali, molti dei quali sono stati registrati in tempi moderni.

## Leggenda
Nel 1260, il nome di Blondel era ormai legato a una leggenda raccontata in modo altamente romanzato in Récits d'un Ménestrel de Reims; questo conferma che, dopo che Riccardo I d'Inghilterra viene arrestato e tenuto in prigionia per poter chiederne il riscatto, nel 1192, viene trovato dal menestrello Blondel, il quale lo vide sporto dalla finestra della sua cella, cantare il verso di una canzone che conoscevano entrambi, poiché l'avevano composta insieme. Nelle successive versioni della storia si racconta che Blondel andasse di castello in castello, cantando una strofa di una canzone particolare che solo lui e Riccardo conoscevano, e che il luogo di prigionia venne localizzato allorché Blondel sente la voce di Riccardo replicare la seconda strofa della stessa canzone. Dunque, Blondel aiuta a far fuggire il re oppure riferisce della località ai suoi amici. Blondel trova Riccardo a Dürnstein ma, in effetti, non c'era nessun mistero in merito alla località in cui Riccardo era tenuto prigioniero.
Blondel è un cognome comune nell'Isola del canale di Guernsey. È documentato che re Riccardo I conferisce un feudo sull'isola a un vassallo chiamato Blondel, ma resta incerto il fatto se vi sia collegamento alcuno con la leggenda, o se la leggenda abbia qualche legame con il noto troviero.

### Versioni moderne
La leggenda di Blondel non ottiene grande popolarità nel medioevo, ma viene riscoperta nel tardo secolo XVIII. Su essa si fonda l'opera di André Ernest Modeste Grétry Richard Coeur-de-lion (1784). Nel 1822, Eleanor Anne Porden utilizza la leggenda nel suo poema epico Cœur De Lion: nella sua versione, Blondel è in realtà la moglie di Riccardo, Berengaria di Navarra, travestita.
Per tutto il XIX secolo, la leggenda diventa una componente chiave nella mitologia che circonda Riccardo. Alcuni romanzieri del tardo secolo XX, come Norah Lofts in The Lute Player (1951), danno un'interpretazione omosessuale sulla sua presunta relazione con il re.
Nel 1962-1963, nella serie dell'ITV, Richard the Lionheart, Blondel era un personaggio interpretato da Iain Gregory.
La band acustica inglese degli anni '70, gli Amazing Blondel, deriva il suo nome proprio da Blondel.
La leggenda ispira il Blondel, un musical del 1983 di Stephen Oliver e Tim Rice. L'opera rock viene ambientata durante il periodo della terza crociata. Blondel viene rappresentato come un artista frustrato, in cerca di fama come compositore ed esecutore, anche nella ricerca del suo monarca prigioniero. Rice collabora con il direttore Patrick Wilde per riproporre lo spettacolo al Pleasance Theatre di Londra nel 2006.

### Riferimenti nella cultura di massa
- Blondel si caratterizza come uno dei personaggi principali del romanzo Overtime dell'autore inglese Tom Holt, ambientato al tempo delle crociate.

- Blondel è anche il protagonista del romanzo A Search for the King (Una ricerca del re) di Gore Vidal.

- Nel romanzo del 1977 di John Jakes, King's Crusader (La crociata del re), ambientato al tempo della terza crociata, Blondel è alla ricerca del suo amico e signore, Riccardo Cuor di Leone.